# 猪の瀬戸湿原
猪の瀬戸湿原（いのせどしつげん）は、大分県別府市の由布市との境界近くにある湿原である。

## 概要
標高約700mの高原に形成された湿原であり、大分県道・熊本県道11号別府一の宮線（やまなみハイウェイ）に沿い、城島高原の西端、鶴見岳と由布岳の間の南斜面に位置している。ヨシやススキが広がり、オキナグサ、キスミレ、エヒメアヤメ、サクラソウ、ヒゴダイ、ユウスゲ、ツリフネソウ等の貴重な植物が生育している。
阿蘇くじゅう国立公園の区域に含まれており、2016年（平成28年）4月には環境省によって生物多様性保全上重要な湿地に選定されている。
NPO法人猪の瀬戸湿原保全の会と土地の所有者である城島高原オペレーションズとが協力して、湿原の保全・再生活動を行っており、2012年3月には約40年ぶりに野焼きが行われている。また、2014年には城島・猪の瀬戸トレッキングコースが整備されている。

## ゴルフ場建設計画
1970年（昭和45年）7月に、この湿原にゴルフ場を建設する動きが起きた。これに対して湯布院町（現由布市）の住民らは「由布院の自然を守る会」を結成して反対運動を行った。この会は1971年（昭和46年）4月に「明日の由布院を考える会」に名称変更。ゴルフ場への反対運動から町の将来全体を考える会に発展し、住民と行政とが協働してまちづくりに取り組むきっかけになった。

## 交通
- JR九州日豊本線別府駅からバスで45分「猪の瀬戸」停留所下車[5]